# Arnold Susi

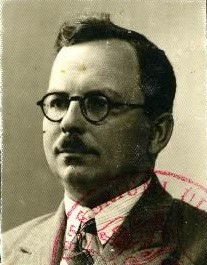
Arnold Susi (1938)

Arnold Susi (* 4. Januar 1896 im Dorf Livoonia, Gouvernement Stawropol, heute: Nowourupskoje, Region Krasnodar; † 29. Mai 1968 in Tallinn) war ein estnischer Jurist, Bildungspolitiker und sowjetischer Regimegegner.

## Leben
Arnold Susi studierte 1915/16 am Historischen und Philologischen Institut in Petrograd, bevor er zum russischen Militär eingezogen wurde. Seine Ausbildung erhielt er an einer Fähnrichschule. Er nahm am Ersten Weltkrieg teil. Ab Januar 1919 kämpfte er im Estnischen Freiheitskrieg gegen Sowjetrussland.
Nach dem Ende des Krieges studierte er Rechtswissenschaft an der Universität Tartu. 1924 schloss er sein Studium ab. Ab 1929 war er als Anwalt in Tallinn tätig.
Im August und September 1944, zwischen dem Rückzug der deutschen Wehrmacht aus Estland und der erneuten Besetzung des Landes durch die Rote Armee, war Susi Mitglied des Volkskomitees der Republik Estland und ab 18. September 1944 im Kabinett des estnischen Ministerpräsidenten Otto Tief Bildungsminister. Am 22. September nahmen die sowjetischen Truppen Tallinn ein und setzten die Regierung ab.
Arnold Susi wurde im Oktober 1944 von den sowjetischen Besatzungsbehörden verhaftet und im Juni 1945 zu acht Jahren Haft verurteilt. Im Moskauer NKWD-Gefängnis teilte er die Zelle in der Lubjanka mit dem späteren Literaturnobelpreisträger Alexander Solschenizyn, mit dem ihn später eine lebenslange Freundschaft verband.
1952 wurde Arnold Susi aus der Haft entlassen. Von 1958 bis 1960 arbeitete er am chakassischen Volkstheater im sibirischen Abakan. Anschließend kehrte er nach Estland zurück und ließ sich in Vasula (heute Landgemeinde Tartu) nieder. Von 1963 bis 1968 besuchte ihn mehrere Male Alexander Solschenizyn und schrieb dort sein Werk Der Archipel Gulag. Das Originalmanuskript versteckte er in Estland, unter anderem im Haus Susis.